# Zmogot Arswyd
Zmogot Arswyd es una banda formada en 1990 por un único miembro.
Está considerada como una de las bandas pioneras en el Obtrusive Metal.

## Historia
Ilmu Kral, influenciado por libros de Magia del caos y bandas como Masonna y burzum, trató de juntar los tres elementos, como él afirma en una entrevista de la revista HELLP: "deseaba hacer algo distinto, sabía que se podían poner espíritus en las canciones que hicieran algo de caos, no espíritus sanadores como los del mbira".
La idea de poner servidores, espíritus demoniacos y "Caoticos" en canciones lo impulsó a buscar la forma componer canciones, cuando dijo: "el sonido, las notas, las letras son el cuerpo del servidor que quiero que se libere, el caos hace que la gente tema y eso facilita la experiencia".
El grupo llamó la atención en Asia al saberse que fanes de este grupo se habían automutilado o deseabam hacerlo, sin embargo el músico dijo: "esto no me sorprende, por eso mis canciones son especiales".
También se ha acusado a fanes de esta banda por la quema de mezquitas e iglesias en Asia y África.

## Miembros
El único miembro de la banda es "Ilmu Kral", que pone tanto la voz como toca la guitarra, el bajo, la batería, el sintetizador y los teclados además de grabar las voces de personas a punto de morir en hospitales.

## Discografía
Álbumes de estudio
- Kaaos - (2010)